# A Real Madrid CF 2016–2017-es szezonja
A Real Madrid CF 2016–2017-es szezonja a csapat 113. idénye volt fennállása óta, sorozatban pedig a 86. a spanyol első osztályban. A szezon 2016. július 1-jén kezdődött, és 2017. június 3-án ért véget.

## Mezek
| Hazai | Vendég | Harmadik |

### Kapus
| Kapus 1 | Kapus 2 |

## A szezon áttekintése

### Szezon előtt
2016. június 15-én Gyenyisz Cserisevet eladták a Villarrealnak. 2016. június 21-én visszavásárolták Álvaro Moratát a Juventustól 30 millió euróért.

### Augusztus
2016. augusztus 8-án Jesé a Paris Saint-Germainhez igazolt.
2016. augusztus 9-én az UEFA-szuperkupáért a Real Madrid hosszabbításban 3–2-győzött a Sevilla ellen. 2016. augusztus 21-én a Real Sociedad elleni hazai mérkőzésen 3–0-s győzelemmel kezdte a szezont, a gólokat Gareth Bale és Marco Asensio szerezte.
2016. augusztus 27-én, a második fordulóban Álvaro Morata és Toni Kroos góljával szoros mérkőzésen 2–1-es győzelmet arattak a Celta Vigo ellen.

### Szeptember
2017. szeptember 10-én az új hónapot a Real Madrid 5–2-es győzelemmel kezdte az Osasuna ellen, a gólokat Ronaldo, Danilo, Ramos, Modrić és Pepe szerezte. Szeptember 14-én a Bajnokok Ligájában a Sporting elleni mérkőzés hajrájában Ronaldo és Morata gólt szereztek és mentették 2–1-es győzelemre Madridban, így a Real győzelemmel kezdte ezt a sorozatot is. Szeptember 18-án a bajnokságban folytatta a győzelmi sorozatát a csapat, hiszen az Espanyol elleni 2–0-ra megnyert mérkőzésen James és Benzema vezetésével ismét három pontot szereztek, ezzel megszerezve a 16. győzelmet a ligában, ami rekordnak számít. Szeptember 21-én az 5. játéknapon, hazai pályán a Villareal ellen 1–1-es döntetlent ér el a Real. A gólt: Ramos szerezte. Szeptember 24-én a Las Palmas ellen újra csak döntetlenre futotta a Realnak, a végeredmény: 2–2 lett idegenben. A gólokat Asensio és Benzema szerezte. Szeptember 27-én újra csak döntetlen eredmény született, ezúttal a Bajnokok Ligában a Dortmund vendégeként 2–2 lett. Ronaldo és Varane szerezte a madridi gólokat.

### Október
2016. október 2-án az Eibar ellen hazai pályán a sorminta nem változott csak 1–1-es döntetlen lett. A gólt Bale szerezte. Október 15-én a Real Betis vendégeként 6–1-es győzelmet arattak. A gólokat Isco, Varane, Benzema, Marcelo és Ronaldo szerezte. Október 18-án a Legia Warszawa ellen a Bajnokok Ligájában hazai pályán 5–1-re nyert. A gólokat Bale, Asensio, Lucas Vázquez és Morata szerezte. Október 23-án az Athletic Club ellen hazai pályán 2–1-re nyert. A gólokat Benzema és Morata szerezte. Október 26-án a spanyol kupában a Cultural Leonesa vendégeként 7–1-re nyert. A gólokat Asensio, Morata, Nacho és Mariano szerezte. Október 29-én a 10. játéknapon a ligában a Alavés ellen vendégként 4–1-re nyert, Ronaldo triplázni tudott és még Morata szerzett gólt.

### November
2016. november 2-án a Bajnokok Ligájában a Legia Warszawa vendégeként egy nagyon izgalmas meccsen az utolsó pillanatban Mateo Kovačić góljával egyenlített ki, és így 3–3-as döntetlen lett a vége. November 6-án Leganés ellen hazai pályán Bale duplájával és Morata góljával nyert a Real 3–0-ra. November 19-én az Atlético Madrid elleni első Madridi derbin vendégként Ronaldo mesterhármasával 3–0-ra nyert a Real. November 22-én a Bajnokok Ligája csoport mérkőzésén a Sporting CP ellen vendégként 2–1-re nyert a Real. A gólokat Varane és Benzema szerezte. November 26-án a Sporting Gijón ellen Ronaldo duplájával nyert a 2–1-re nyert a Real hazai pályán. November 30-án a spanyol kupa második meccsén a Cultural Leonesa elleni 6–1-es siker összesítésben pedig 13–2-vel jutott tovább a Real. Mariano és Rodríguez mesterhármasával és Enzo Fernández öngóljával jutottak tovább a következő fordulóba.

### December
2016. december 3-án az első El Clásicon a Barcelona vendégeként a hajrában Ramos góljával lett 1–1-es döntetlen a vége. December 7-én a Bajnokok Ligájában a Borussia Dortmund ellen hazai pályán 2–2-re végzett. December 10-én a Deportivo de La Coruña ellen hazai pályán szükség volt a gól a győzelemhez amit a 92. percben Ramos meg is szerzett, ezzel pedig 3–2-re győzött a Madrid. Ezzel a győzelemmel új rekordot állított be a 35. mérkőzése volt a Blancoknak, melyet vereség nélkül tudott le a Real. December 15-én a 2016-os klubvilágbajnokság elődöntőjében a América ellen Benzema és Ronaldo góljával 2–0-ra nyert a csapat. December 18-án a klubvilágbajnokság döntőjében a Kasima Antlers ellen hosszabbításban Ronaldo mesterhármasával és Benzema góljával 4–2-re nyert a Real és megnyerte a klubvilágbajnokságot.

### Január
2017. január 4-én az új év kezdetén a Sevilla ellen 3–0-ra nyert a spanyolkupában James és Varane góljaival hazai pályán. Január 7-én a Granada ellen mérkőzésen Isco, Benzema, Ronaldo és Casemiro góljával 5–0-ra nyert a Madrid. Január 12-én a spanyolkupában a Sevilla elleni visszavágó utolsó percében szerzett Benzema góljával 3–3-as döntetlen lett. Ezzel pedig a 40.mérkőzés volt 1 vereséggel ez pedig új rekord volt a spanyol futballban. Másik két gólt Asensio és Ramos szerezte. Összesítésben pedig 6–3-mal jutott tovább. Január 15-én Sevilla vendégeként 2–1 kikapott a gólt Ronaldo szerezte. Ezzel a vereséggel a veretlenségi csík 40 meccsen ért véget.
Január 18-án hazai pályán 2–1-re kikapott a Celta Vigótól a spanyolkupa első mérkőzésén. A Január 21-én hazai pályán a Málaga ellen 2–1-re győzött Ramos duplájával. Január 25-én a spanyolkupában a Celta vigo otthonában 2–2-re végződött. Ezzel pedig 4–3-as összesítéssel a Real kiesett a kupából. Ronaldo és Lucas szerezte a gólokat. Január 29-én hazai pályán Kovačić, Ronaldo és Morata góljaival nyert 3–0-ra a Real Sociedad ellen.

### Február
2017. február 11-én az új hónap kezdetén 3–1-re győzött az Osasuna vendégeként. Ronaldo, Isco és Vázquez szerezte a gólokat. Február 15-én a Bajnokok ligájában a Napoli elleni első mérkőzésen hazai pályán 3–1-re győzött a Madrid. Köszönet, Benzemanak, Kroosnak és Casemironak a góljaikért. Február 18-án Morata és Bale góljaival 2–0-ra nyert hazai pályán az Espanyol ellen. Február 22-én a Valencia vendégeként 2–1-re veszített a Real annak ellenére, hogy Ronaldo betalált. Febreuár 26-án a Villarreal vendégeként 0–2-ről Bale, Ronaldo és Morata góljaival fordítani tud és 3–2-re nyert a Real.

### Március
2017. március 1-én hazai pályán fogadta a Real a Las Palmas csapatát. Isco korai góljával szerzett vezetést a Madridnak, majd 1–3 fordított a Las Palmas, közben 10 emberre fogyatkozott a Real, miután Bale-t kiállították a 47. percben, végül Ronaldo duplájával 3–3-as döntetlen lett a vége. Március 4-én Eibar vendégeként Benzema duplázott, Rodríguez és Asensio is betalált végül 4–1-re nyert a Real Madrid csapata. Március 7-én a Bajnokok Ligájában a Napoli vendégeként 3–1-es győzelmet aratott a visszavágón. Összesítésben pedig 6–2-vel jutott a Real tovább. Március 12-én a Real hazai pályán fogadta a Betis csapatát. Előbb a Betis szerzett vezetést Sanabria góljával vezetést a mérkőzés elején, majd Ronaldo révén kiegyenlített a Real. A mérkőzés 78. percében 10 emberre fogyatkozott a Betis, majd Ramos révén szerzett vezetés a Real a 81. percben, végül a Real Madrid csapata 2–1-re nyerte a mérkőzést. Március 18-án Benzema és Casemiro góljával 2–1-re nyert a Real az Athletic Bilbao vendégeként.

### Április
Április 2-án hazai pályán, Benzema, Isco, Nacho találatával 3–0-s győzelmet arratott a Királyi gárda az Alavés ellen. Április 5-én Morata triplájával és Rodríguez góljával 4–2-re nyertek a Leganés otthonában. Április 8-án hazai pályán az Atlético Madrid ellen Pepe góljával 1-1-es döntetlen lett a vége a városi derbin.
Április 12-én a Bajnokok Ligája negyeddöntőjének első mérkőzésén a Bayern München otthonában Ronaldo duplájának segítségével 2–1-re nyert a Real. Április 15-én a Sporting Gijón otthonában először Cop révén a Gijón a 14. percben megszerezte a vezetést három perccel később Isco révén jött a Madrid válasza, majd az 50. percben Vesga találatával ismét a házigazda Gijón szerezte meg a vezetést, kilenc perccel később Morata találatával ismét egyenlített a Real, majd a 90. percben újra Isco szerzett gólt, megszerezve a vezetést a vendégeknek ezzel pedig eldöntve a mérkőzést a Real 2–3-ra nyerte meg végül a találkozót. Április 18-án a Bajnokok Ligája negyeddöntőjének visszavágóján a Real fogatta a Bayern München csapatát a Santiago Bernabéu stadionban. A második félidő 53. percében Robert Lewandowski egy tizenegyest értékesítve szerzett vezetést a Bayernek, majd a 76. percben Ronaldo révén jött a Királyiak válasza. Egy perccel később Ramos öngóljával ismét vezettek a bajorok, a 84. percben Vidal Kassai Viktor játékvezetőtől a második sárgát is megkapta ezzel pedig 10 emberre fogyatkozott a német óriás csapat. A rendes játék időben még nem dőlt el a találkozó ezért következhetett a hosszabbítás. A 104. percben Ronaldo góljával egyenlő volt, majd 109. percben Ronaldo góljával 3–2-re fordított a Real, majd a 114. percben Asensio révén el is dőlt a mérkőzés a Real 4–2-re nyert összességében pedig 6–3-as győzelmével pedig a bejutott az elődöntőbe ahol a városi rivális a tavalyi döntős ellenfele az Atlético vár a madridiakra. Április 23-án következett a ligában a 174. El Clásico ahol az ősi rivális csapatát az FC Barcelona fogadta hazai pályán. Jól indult a hazaiaknak a derbi, mert a 28. percben Casemiro révén megszerezték a vezetést, ám ez hamar megváltozott, előbb a 33. percben Messi kiegyenlített, majd a 73. percben Rakitić góljával át is vette a vezetést a Barca. Négy perccel később a csapatkapitány Ramost kiállította a játékvezető, így képtelenek voltak a királyiak a 10 emberrel tovább folytatni a mérkőzést. A 85. percben Rodríguez gólját követően felcsillant némi remény a Realnak a pontszerzésre, de jött a 92. perc és Messi gólja után már a Realnak végleg elúszott ez a mérkőzés, mert a Barcelona nyert és elvitte a 3 pontot Madridból. Április 26-án a Deportivo La Coruña otthonában Rodríguez, Morata, Vázquez, Isco és Casemiro góljának köszönhetően 6–2-re nyert idegenben a Real. Április 29-én hazai pályán sikerült Marcelo és Ronaldo góljával 2–1-re nyerni a Valencia ellen.

### Május
2017. május 2-án a Bajnokok Ligája elődöntőjének első mérkőzésén a városi rivális Atlético Madrid elleni meccsen Ronaldo mesterhármasával 3–0-ra nyertek a hazaiak és igen jó előnnyel várhatja a visszavágott. Négy nappal később, május 6-án Granada vendégeként Morata és Rodríguez mindketten dupláztak így a Real 4–0-ra győzött a csapat. Május 10-én a Bajnokok Ligája elődöntőjének visszavágóján a Vicente Calderón Stadionban fogadta az Atlético Madrid a Real Madrid csapatát. A mérkőzés első negyedórájában az Atlético 2–0-ra átvette a vezetést. Az első félidő lefújása előtt Ronaldo part dobása után Benzema nagyon jó iramban megindult Oblaka kupája felé, a három Atlético játékos mellett is el tudott menni, beadása után Kroos lövését még kivédte Oblaka, de a kipattanó labdát Isco rúgta be a kapuba ezzel lett 2–1. A második félidőben a Real uralta a meccset, de már több gól nem született. Kikapott idegenben a Real 2–1-re, de 4–2-es összesítéssel bejutott a június 3-i cardiffi döntőben ahol a Juventus lesz az ellenfele. Május 14-én a spanyol bajnokságban hazai pályán fogadta a Sevilla csapatát. Ronaldo duplájával, Nacho és Kroos góljaival nyert a Real 4–1-re. Május 17-én Celta Vigo otthonában Ronaldo duplázott, Benzema és Kroos is betalált, végül 4–1-re nyert a csapat. Május 21-én Malaga vendégeként a Real viszonylag gyorsan gólt szerzett Ronaldo révén utána a mérkőzés leült, az 55. percben Benzema révén bebiztosította győzelmét, 2–0-ra nyert és megszerezte 33. bajnoki címét.

### Június
2017. június 3-án a cardiffi Millennium Stadionban, a Bajnokok Ligája döntőjében a Juventus ellen hasonlóan jól kezdte a Real a mérkőzést, mint a legutóbbi El Clásicon, már a 20.percben Ronaldo révén vezetést szerzett a Királyi gárda, majd Mario Mandžukić révén kiegyenlített a Juve. Egy jó 15 percig erőfölénybe került a Juventus és a kapujához szorította a Királyiakat. A második félidőben a Real nagy nyomást gyakorolt az ellenfelére. Casemiro bomba kapásgólja után a Real átvette a mérkőzésen a Juve felett az uralmat és teljesen a Real akarata teljesült. Ronaldo újra betalált. Cuadrado kiállítása után 10 emberre fogyatkozott a Juventus. Asensio megszerezte a Real 4. gólját és végül 4–1-re nyert és megvédte a címét, amióta ezen a néven fut a sorozat első klubként.

## Szezon előtti mérkőzések
| 2016. július 27. szerda |

| Real Madrid        | 1 – 3       | Paris Saint-Germain       |
| ------------------ | ----------- | ------------------------- |
| Marcelo 44' (tiz.) | Jegyzőkönyv | Ikoné 2' Meunier 35', 40' |

| Ohio Stadium, Columbus (Ohio) Egyesült Államok Nézőszám: 86 641 Játékvezető: Hilario Grajeda (Egyesült Államok) |

| 2016. július 30. szombat |

| Real Madrid                  | 3– 2        | Chelsea                |
| ---------------------------- | ----------- | ---------------------- |
| Marcelo 19' (26) Mariano 37' | Jegyzőkönyv | Eden Hazard 80' (90+1) |

| Michigan Stadium, Ann Arbor (Michigan) Egyesült Államok Nézőszám: 105 826 Játékvezető: Younes Marrakchi (Egyesült Államok) |

| 2016. augusztus 3. |

| Bayern München | 0– 1        | Real Madrid |
| -------------- | ----------- | ----------- |
|                | Jegyzőkönyv | Danilo 79'  |

| MetLife Stadium, Kelet Rutherford (New Jersey) Egyesült Államok Nézőszám: 82 012 Játékvezető: Jaime Herrera (Egyesült Államok) |

| 2016. augusztus 16. kedd |

| Real Madrid                                            | 5– 3        | Reims                           |
| ------------------------------------------------------ | ----------- | ------------------------------- |
| Nacho 11' Ramos 40' Morata 45+1' James 60' Mariano 80' | Jegyzőkönyv | Chavarría 8' Oudin 49' Kyei 73' |

| Santiago Bernabéu stadion, Madrid Spanyolország Játékvezető: Carlos del Cerro Grande (Spanyolország) |

## Átigazolások

### Érkezők
| Mezszám | Poz. | Nemzet | Név                | Kor | EU        | Honnan               | Szerződés megnevezése | Átigazolási időszak | Szerződés vége | Átigazolás összege | Forrás |
| ------- | ---- | ------ | ------------------ | --- | --------- | -------------------- | --------------------- | ------------------- | -------------- | ------------------ | ------ |
| 15      | V    | POR    | Fábio Coentrão     | 28  | EU        | Monaco               | Kölcsönből vissza     | Nyári               | 2019           | Ingyen             |        |
| 18      | CS   | DOM    | Mariano Díaz Mejía | 22  | EU kívüli | Real Madrid Castilla |                       | Nyári               | 2021           | Ingyen             |        |
| 20      | KP   | ESP    | Marco Asensio      | 20  | EU        | Espanyol             | Kölcsönből vissza     | Nyári               | 2021           | Ingyen             |        |
| 21      | CS   | ESP    | Álvaro Morata      | 23  | EU        | Juventus             | Visszavásárlás        | Nyári               | 2020           | €30M               | [ 80 ] |
|         | KP   | ESP    | Burgui             | 22  | EU        | Espanyol             | Kölcsönből vissza     | Nyári               | 2017           | Ingyen             |        |
|         | KP   | RUS    | Gyenyisz Cserisev  | 25  | EU        | Valencia             | Kölcsönből vissza     | Nyári               | 2020           | Ingyen             |        |
|         | V    | ESP    | Diego Llorente     | 22  | EU        | Rayo Vallecano       | Kölcsönből vissza     | Nyári               | 2020           | Ingyen             |        |
|         | KP   | ESP    | Omar Mascarell     | 23  | EU        | Sporting Gijón       | Kölcsönből vissza     | Nyári               | 2020           | Ingyen             |        |
|         | KP   | ESP    | Álvaro Medrán      | 22  | EU        | Getafe               | Kölcsönből vissza     | Nyári               | 2020           | Ingyen             |        |
|         | KP   | BRA    | Lucas Silva        | 23  | EU kívüli | Marseille            | Kölcsönből vissza     | Nyári               | 2020           | Ingyen             |        |
|         | V    | ESP    | Jesús Vallejo      | 19  | EU        | Real Zaragoza        | Kölcsönből vissza     | Nyári               | 2020           | Ingyen             |        |

### Távozók
| Mezszám | Poz. | Nemzet | Név               | Kor | EU        | Hova                | Szerződés megnevezése | Átigazolási időszak | Átigazolás összege | Forrás |
| ------- | ---- | ------ | ----------------- | --- | --------- | ------------------- | --------------------- | ------------------- | ------------------ | ------ |
| 17      | V    | ESP    | Álvaro Arbeloa    | 33  | EU        | West Ham United     | Szerződése lejárt     | Nyári               | Ingyen             | [ 81 ] |
| 20      | CS   | ESP    | Jesé              | 22  | EU        | Paris Saint-Germain | Eladás                | Nyári               | €25M               | [ 82 ] |
| 21      | KP   | RUS    | Gyenyisz Cserisev | 25  | EU        | Villarreal          | Eladás                | Nyári               | €7M                | [ 83 ] |
| 27      | KP   | ESP    | Marcos Llorente   | 21  | EU        | Alavés              | Kölcsönbe             | Nyári               | Kölcsönbe          | [ 84 ] |
|         | KP   | ESP    | Burgui            | 22  | EU        | Sporting Gijón      | Kölcsönbe             | Nyári               | Kölcsönbe          | [ 85 ] |
|         | V    | ESP    | Diego Llorente    | 22  | EU        | Málaga              | Kölcsönbe             | Nyári               | Kölcsönbe          | [ 86 ] |
|         | CS   | ESP    | Borja Mayoral     | 19  | EU        | VfL Wolfsburg       | Kölcsönbe             | Nyári               | Kölcsönbe          | [ 87 ] |
|         | KP   | ESP    | Omar Mascarell    | 23  | EU        | Eintracht Frankfurt | Eladás                | Nyári               | €1M                | [ 88 ] |
|         | KP   | ESP    | Álvaro Medrán     | 22  | EU        | Valencia            | Eladás                | Nyári               | €1.5M              | [ 89 ] |
|         | V    | ESP    | Jesús Vallejo     | 19  | EU        | Eintracht Frankfurt | Kölcsönbe             | Nyári               | Kölcsönbe          | [ 90 ] |
|         | KP   | BRA    | Lucas Silva       | 23  | EU kívüli | Cruzeiro EC         | Kölcsönbe             | Téli                | Kölcsönbe          | [ 91 ] |
|         | KP   | NOR    | Martin Ødegaard   | 18  | EU        | SC Heerenveen       | Kölcsönbe             | Téli                | Kölcsönbe          | [ 92 ] |

## UEFA-szuperkupa
| 2016. augusztus 9. 20:45 (CEST) |

| Real Madrid                           | 3–2   | Sevilla FC                         |
| ------------------------------------- | ----- | ---------------------------------- |
| Asensio 21' Ramos 90+3' Carvajal 119' | (1-1) | Vázquez 41' Konopljanka 72' (bün.) |

| Lerkendal Stadion, Trondheim Játékvezető: Milorad Mažić (Szerbia) |

## Áttekintés
2017. június 3-án frissítve
| Kiírás             | Statisztikák | Statisztikák | Statisztikák | Statisztikák | Statisztikák | Statisztikák | Statisztikák | Kezdő forduló/ helyezés | Végső forduló/ helyezés | Mérkőzések dátumai   | Mérkőzések dátumai | Mérkőzések dátumai |
| Kiírás             | M            | GY           | D            | V            | LG–KG        | GK           | Gy %         | Kezdő forduló/ helyezés | Végső forduló/ helyezés | Első                 | Utolsó             | Következő          |
| ------------------ | ------------ | ------------ | ------------ | ------------ | ------------ | ------------ | ------------ | ----------------------- | ----------------------- | -------------------- | ------------------ | ------------------ |
| La Liga            | 38           | 29           | 06           | 03           | 102 – 41     | +62          | 76.32        | 1. forduló              | Győztes                 | 2016. augusztus 21.  | 2017. május 21.    |                    |
| Spanyol kupa       | 06           | 03           | 02           | 01           | 22 – 09      | +13          | 50.00        | (legjobb 16)            | Negyeddöntő             | 2016. október 26.    | 2017. január 25.   |                    |
| Bajnokok ligája    | 013          | 08           | 03           | 01           | 36 – 018     | +19          | 66.67        | Csoportkör              | Győztes                 | 2016. szeptember 14. | 2017. június 3.    |                    |
| Szuperkupa         | 01           | 01           | 0            | 0            | 3 – 02       | +1           | 100.00       | Döntő                   | Győztes                 | 2016. augusztus 9.   | 2016. augusztus 9. |                    |
| Klubvilágbajnokság | 02           | 02           | 0            | 0            | 6 – 02       | +4           | 100.00       | Elődöntős               | Győztes                 | 2016. december 15.   | 2016. december 18. |                    |
| Összesen           | 56           | 40           | 011          | 05           | 159 – 69     | +90          | 71.43        |                         |                         |                      |                    |                    |

| Összesen | Összesen | Összesen | Összesen | Összesen | Összesen | Összesen | Otthon | Otthon | Otthon | Otthon | Otthon | Otthon | Idegenben | Idegenben | Idegenben | Idegenben | Idegenben | Idegenben |  |
| M        | GY       | D        | V        | LG–KG    | GK       | P        | M      | GY     | D      | V      | LG–KG  | GK     | M         | GY        | D         | V         | LG–KG     | GK        |  |
| -------- | -------- | -------- | -------- | -------- | -------- | -------- | ------ | ------ | ------ | ------ | ------ | ------ | --------- | --------- | --------- | --------- | --------- | --------- |  |
| 38       | 29       | 6        | 3        | 106–41   | +65      | 93       | 19     | 14     | 4      | 1      | 48–20  | +28    | 19        | 15        | 2         | 2         | 58–21     | +37       |  |

### Helyezések fordulónként
| Forduló  | 1  | 2  | 3  | 4  | 5 | 6 | 7 | 8  | 9  | 10 | 11 | 12 | 13 | 14 | 15 | 16 | 17 | 18 | 19 | 20 | 21 | 22 | 23 | 24 | 25 | 26 | 27 | 28 | 29 | 30 | 31 | 32 | 33 | 34 | 35 | 36 | 37 | 38 |
| -------- | -- | -- | -- | -- | - | - | - | -- | -- | -- | -- | -- | -- | -- | -- | -- | -- | -- | -- | -- | -- | -- | -- | -- | -- | -- | -- | -- | -- | -- | -- | -- | -- | -- | -- | -- | -- | -- |
| Helyszín | I  | O  | O  | I  | O | I | O | I  | O  | I  | O  | I  | O  | I  | O  | O  | I  | O  | O  | I  | O  | I  | I  | O  | I  | O  | I  | O  | I  | O  | I  | O  | I  | O  | I  | O  | I  | I  |
| Eredmény | GY | GY | GY | GY | D | D | D | GY | GY | GY | GY | GY | GY | D  | GY | GY | V  | GY | GY | GY | GY | V  | GY | D  | GY | GY | GY | GY | GY | D  | GY | V  | GY | GY | GY | GY | GY | GY |
| Helyezés | 2  | 3  | 1  | 1  | 1 | 1 | 2 | 2  | 1  | 1  | 1  | 1  | 1  | 1  | 1  | 1  | 1  | 1  | 1  | 1  | 1  | 1  | 1  | 2  | 2  | 1  | 1  | 1  | 1  | 1  | 1  | 2  | 2  | 2  | 2  | 2  | 1  | 1  |

Helyszín: O = Otthon; I = Idegenben. Eredmény: GY = Győzelem; D = Döntetlen; V = Vereség.

## La Liga

### Mérkőzések
| 1. forduló 2016. augusztus 21. 20:15 |

| Real Sociedad                                                     | 0 – 3       | Madrid                                                                                         |
| ----------------------------------------------------------------- | ----------- | ---------------------------------------------------------------------------------------------- |
| Willan 56' Concha 56' Prieto 72' Juanmi 72' Vela 79' González 79' | Jegyzőkönyv | Bale 2' (90+4) Asensio 40' Asensio 66' Lucas 66' Kroos 73' Isco 73' Morata 77' J.Rodríguez 77' |

| Anoeta, San Sebastián Nézőszám: 27 653 Játékvezető: Juan Martínez Munuera (Spanyolország) |

| 2. forduló 2016. augusztus 27. 20:15 |

| Madrid                                                                                            | 2 – 1       | Celta Vigo                                                                            |
| ------------------------------------------------------------------------------------------------- | ----------- | ------------------------------------------------------------------------------------- |
| Morata 60' Kroos 81' D.Carvajal 45' Marcelo 45' Lucas 72' Bale 72' Á.Morata 77' Karim Benzema 77' | Jegyzőkönyv | Orellana 67' Cserisev 64' Soriano 64' Sansone 73' Pato 73' dos Santos 88' N'Diaye 88' |

| Santiago Bernabéu stadion, Madrid Nézőszám: 61 568 Játékvezető: Ricardo de Burgos Bengoetxea (Spanyolország) |

| 3. forduló 2016. szeptember 10. 16:00 |

| Madrid                                                           | 5 – 3       | Osasuna              |
| ---------------------------------------------------------------- | ----------- | -------------------- |
| Cristiano Ronaldo 6' Danilo Ramos 45+1' Pepe 56' Luka Modrić 62' | Jegyzőkönyv | Riera 64' García 78' |

| Santiago Bernabéu stadion, Madrid Nézőszám: 64 275 Játékvezető: David Fernández Borbalán (Spanyolország) |

| 4. forduló 2016. szeptember 18. 20:45 |

| Espanyol | 0 – 2       | Madrid                      |
| -------- | ----------- | --------------------------- |
|          | Jegyzőkönyv | Rodríguez 45+2' Benzema 71' |

| Estadi Cornellà-El Prat, Cornellà de Llobregat Nézőszám: 29 484 Játékvezető: Alejandro José Hernández (Spanyolország) |

| 5. forduló 2016. szeptember 21. 20:00 |

| Madrid    | 1 – 1       | Villarreal |
| --------- | ----------- | ---------- |
| Ramos 48' | Jegyzőkönyv | Bruno      |

| Santiago Bernabéu stadion, Madrid Nézőszám: 64 582 Játékvezető: José Luis González (Spanyolország) |

| 6. forduló 2016. szeptember 24. 20:45 |

| Las Palmas          | 2 – 2       | Madrid                  |
| ------------------- | ----------- | ----------------------- |
| Tana 38' Araujo 85' | Jegyzőkönyv | Asensio 33' Benzema 56' |

| Estadio Gran Canaria, Las Palmas Nézőszám: 22 364 Játékvezető: Javier Estrada Fernández (Spanyolország) |

| 7. forduló 2016. október 2. 16:15 |

| Madrid   | 1 – 1       | Eibar |
| -------- | ----------- | ----- |
| Bale 17' | Jegyzőkönyv | Rico  |

| Santiago Bernabéu stadion, Madrid Nézőszám: 67 554 Játékvezető: Juan Martínez Munuera (Spanyolország) |

| 8. forduló 2016. október 15. 20:45 |

| Real Betis                                                                            | 1 – 6       | Real Madrid                                                                          |
| ------------------------------------------------------------------------------------- | ----------- | ------------------------------------------------------------------------------------ |
| Álvaro Cejudo 55' Germán Pezzella 49' Roman Vjacseszlavovics Zozulja 77' Petros 90+1' | Jegyzőkönyv | Raphaël Varane 4' Karim Benzema 31' Marcelo Isco 43', 45', 62' Cristiano Ronaldo 78' |

| Benito Villamarín Stadion, Sevilla Nézőszám: 41 665 Játékvezető: Jesús Gil Manzano (Spanyolország) |

| 9. forduló 2016. október 23. 20:45 |

| Real Madrid                                          | 2 – 1               | Athletic Bilbao                                                         |
| ---------------------------------------------------- | ------------------- | ----------------------------------------------------------------------- |
| Karim Benzema 7' Álvaro Morata 83' Álvaro Morata 87' | (1 – 1) Jegyzőkönyv | Sabin Merino 28' Xabier Etxeita 31' Raúl García 55' Aymeric Laporte 87' |

| Santiago Bernabéu stadion, Madrid Nézőszám: 72 910 Játékvezető: Villanueva I. (Spanyolország) |

| 10. forduló 2016. október 29. 16:15 |

| Alavés                                                                                              | 1 – 4               | Real Madrid                                                          |
| --------------------------------------------------------------------------------------------------- | ------------------- | -------------------------------------------------------------------- |
| Deyverson 7' Deyverson 16' (kezezés) D.Torres 39' (könyöklés) T.Hernández 52' Kiko 80' Krstičić 86' | (1 – 2) Jegyzőkönyv | C.Ronaldo 17' (11-esből) 33' 88' Á. Morata 84' G.Bale 60' (buktatás) |

| Estadio Mendizorrotza, Vitoria-Gasteiz Nézőszám: 19 840 Játékvezető: José María Sánchez (Spanyolország) |

| 11. forduló 2016. november 6. 12:00 |

| Real Madrid                                                                                              | 3 – 0               | Leganés                                        |
| --- | ------------------- | ---------------------------------------------- |
| Bale 38' 45+1' Á. Morata 76' C.Ronaldo 17' (sportszerűtlenség) Kroos 40' (durvaság) Nacho 41' (durvaság) | (2 – 0) Jegyzőkönyv | Machís 8' Insua 42' Mantovani 61' V.Díaz 90+1' |

| Santiago Bernabéu stadion, Madrid Nézőszám: 70 007 Játékvezető: Antonio Mateu Lahoz (Spanyolország) |

| 12. forduló 2016. november 19. 20:45 |

| Atlético Madrid                        | 0 – 3               | Real Madrid                                         |
| -------------------------------------- | ------------------- | --------------------------------------------------- |
| Gabi 26' Koke 63' Godín 71' Correa 84' | (0 – 1) Jegyzőkönyv | C.Ronaldo 23' 77' 63' (sportszerűtlenség) Lucas 78' |

| Vicente Calderón Stadion, Madrid Nézőszám: 53 741 Játékvezető: David Fernández Borbalán (Spanyolország) |

| 13. forduló 2016. november 26. 16:15 |

| Real Madrid                    | 2 – 1               | Sporting Gijón                       |
| ------------------------------ | ------------------- | ------------------------------------ |
| C.Ronaldo (tíz.) 18' Nacho 77' | (2 – 1) Jegyzőkönyv | Carmona 35', 66' Aït-Atmane 61' Čopa |

| Santiago Bernabéu stadion, Madrid Nézőszám: 53 741 Játékvezető: David Fernández Borbalán (Spanyolország) |

| 14. forduló 2016. december 2. 16:15 El Clásico |

| Barcelona       | 1 – 1               | Real Madrid |
| --------------- | ------------------- | ----------- |
| Luis Suárez 53' | (0 – 0) Jegyzőkönyv | Ramos 90'   |

| Camp Nou, Barcelona Nézőszám: 98 485 Játékvezető: David Fernández Borbalán (Spanyolország) |

| Barcelona | Real Madrid |

| GK           | 1  | Marc-André ter Stegen |     |     |
| CB           | 3  | Gerard Piqué          |     |     |
| CB           | 14 | Javier Mascherano     | 89' |     |
| LB           | 18 | Jordi Alba            |     |     |
| MF           | 20 | Sergi Roberto         |     |     |
| CM           | 21 | André Gomes           | 78' |     |
| CM           | 4  | Ivan Rakitić          | 60' |     |
| CM           | 5  | Sergio Busquets       | 83' |     |
| RW           | 10 | Lionel Messi          | (C) |     |
| LW           | 11 | Neymar                | 28' | 87' |
| CF           | 9  | Luis Suárez           | 75' |     |
| Cserék:      |    |                       |     |     |
| GK           | 13 | Jasper Cillessen      |     |     |
| MF           | 6  | Denis Suárez          | 87' |     |
| MF           | 7  | Arda Turan            | 78' |     |
| MF           | 8  | Andrés Iniesta 60'    |     |     |
| FW           | 17 | Paco Alcácer          |     |     |
| DF           | 19 | Lucas Digne           |     |     |
| DF           | 23 | Samuel Umtiti         |     |     |
| Vezetőedző:  |    |                       |     |     |
| Luis Enrique |    |                       |     |     |

| GK              | 1  | Keylor Navas      |     |     |
| LB              | 12 | Marcelo           |     |     |
| RB              | 6  | Daniel Carvajal   |     |     |
| CB              | 5  | Varane            |     |     |
| CB              | 4  | Sergio Ramos      | (C) |     |
| CM              | 19 | Luka Modrić       |     |     |
| FW              | 22 | Isco              | 66' | 13' |
| MF              | 16 | Mateo Kovačić     | 86' |     |
| FW              | 18 | Lucas Vázquez     |     |     |
| RW              | 7  | Cristiano Ronaldo |     |     |
| CF              | 9  | Karim Benzema     | 77' |     |
| Cserék:         |    |                   |     |     |
| GK              | 13 | Kiko Casilla      |     |     |
| DF              | 3  | Pepe              |     |     |
| DF              | 6  | Nacho             |     |     |
| MF              | 10 | James Rodríguez   |     |     |
| MF              | 21 | Casemiro          | 66' |     |
| FW              | 18 | Mariano           | 86' | 80' |
| FW              | 20 | Marco Asensio     |     | 77' |
| Vezetőedző:     |    |                   |     |     |
| Zinédine Zidane |    |                   |     |     |

| 15. forduló 2016. december 10. 20:45 |

| Real Madrid                            | 3 – 2               | Deportivo de La Coruña |
| -------------------------------------- | ------------------- | ---------------------- |
| Á.Morata 50' Mariano 84' S.Ramos 90+2' | (0 – 0) Jegyzőkönyv | Joselu 63' , 65'       |

| Santiago Bernabéu stadion, Madrid Nézőszám: 67 174 Játékvezető: Santiago Jaime Latre (Spanyolország) |

| GK              | 1  | Keylor Navas    | 88' |     |
| LB              | 23 | Danilo          | 81' |     |
| CB              | 4  | Sergio Ramos    | (C) | 88' |
| CB              | 3  | Pepe            |     |     |
| CB              | 6  | Nacho           |     |     |
| FW              | 22 | Isco            | 72' |     |
| FW              | 20 | Marco Asensio   | 66' |     |
| MF              | 8  | Toni Kroos      |     |     |
| CF              | 21 | Álvaro Morata   | 70' |     |
| Cserék:         |    |                 |     |     |
| GK              | 13 | Kiko Casilla    |     |     |
| DF              | 2  | Daniel Carvajal |     |     |
| DF              | 5  | Raphaël Varane  |     |     |
| CB              | 12 | Marcelo 81'     |     |     |
| MF              | 16 | Mateo Kovačić   |     |     |
| FW              | 17 | Lucas Vázquez   | 66' |     |
| FW              | 18 | Mariano         | 72' |     |
| Vezető edző:    |    |                 |     |     |
| Zinédine Zidane |    |                 |     |     |

| (Elhalasztva, a Real Madrid a 2016-os FIFA-klubvilágbajnokság-on vesz részt) |

| Valencia | –           | Real Madrid |
| -------- | ----------- | ----------- |
|          | Jegyzőkönyv |             |

| Estadio Mestalla, Valencia Játékvezető: Ricardo de Burgos Bengoetxea (Spanyolország) |

| 16. forduló 2017. január 7. 13:00 |

| Real Madrid                                               | 5 – 0               | Granada |
| --------------------------------------------------------- | ------------------- | ------- |
| Isco 12' 31' Karim Benzema 20' C.Ronaldo 27' Casemiro 58' | (4 – 0) Jegyzőkönyv |         |

| Santiago Bernabéu stadion, Madrid Nézőszám: 67 839 Játékvezető: Iñaki Vicandi Garrido |

| 17. forduló 2017. január 15. 20:45 |

| Sevilla                   | 2 – 1           | Real Madrid              |
| ------------------------- | --------------- | ------------------------ |
| S.Ramos 85' Jovetić 90+2' | (–) Jegyzőkönyv | C.Ronaldo 67' (11-esből) |

| Estadio Ramón Sánchez Pizjuán, Sevilla Nézőszám: 40 386 Játékvezető: Alejandro José Hernández Hernández |

| 18. forduló 2017. január 21. 16:15 |

| Real Madrid     | 2 – 1               | Málaga CF  |
| --------------- | ------------------- | ---------- |
| S.Ramos 35' 43' | (2 – 0) Jegyzőkönyv | Juanpi 63' |

| Santiago Bernabéu stadion, Madrid Nézőszám: 68 708 Játékvezető: Jesús Gil Manzano |

| 19. forduló 2017. január 29. 20:45 |

| Real Madrid                          | 3 – 0               | Real Sociedad |
| ------------------------------------ | ------------------- | ------------- |
| Kovačić 38' C.Ronaldo 51' Morata 82' | (1 – 0) Jegyzőkönyv |               |

| Santiago Bernabéu stadion, Madrid Nézőszám: 62 462 Játékvezető: Mario Melero López |

| 20. forduló 2017. február 11. 20:45 |

| Osasuna  | 1 – 3               | Real Madrid                              |
| -------- | ------------------- | ---------------------------------------- |
| León 33' | (0 – 0) Jegyzőkönyv | C. Ronaldo 24' Isco 62' L. Vázquez 90+3' |

| Reyno de Navarra, Pamplona Nézőszám: 17,770 Játékvezető: Ignacio Iglesias Villanueva |

| 21. forduló 2017. február 18. 16:15 |

| Real Madrid               | 2 – 0               | Espanyol |
| ------------------------- | ------------------- | -------- |
| Á. Morata 33' G. Bale 83' | (1 – 0) Jegyzőkönyv |          |

| Santiago Bernabéu stadion, Madrid Nézőszám: 75,606 Játékvezető: Alberto Undiano Mallenco (spanyol) |

| 22. forduló 2017. február 22. 18:45 |

| Valencia            | 2 – 1               | Real Madrid    |
| ------------------- | ------------------- | -------------- |
| Zaza 4' Orellana 9' | (0 – 0) Jegyzőkönyv | C. Ronaldo 44' |

| Estadio Mestalla, Valencia Nézőszám: 45,833 Játékvezető: Ricardo de Burgos Bengoetxea |

| 23. forduló 2017. február 26. 20:45 |

| Villarreal               | 2 – 3               | Real Madrid                                        |
| ------------------------ | ------------------- | -------------------------------------------------- |
| Trigueros 50' Bakambu 9' | (0 – 0) Jegyzőkönyv | G. Bale 44' C.Ronaldo 74' (11-esből) Á. Morata 83' |

| Estadio El Madrigal, Villarreal Nézőszám: 21,415 Játékvezető: Jesús Gil Manzano |

| 24. forduló 2017. március 1. 21:30 |

| Real Madrid                        | 3–3         | Las Palmas                                |
| ---------------------------------- | ----------- | ----------------------------------------- |
| Isco 8' Ronaldo 86' (11-esből) 89' | Jegyzőkönyv | Tana 10' Viera 56' (11-esből) Boateng 59' |

| Santiago Bernabéu, Madrid Nézőszám: 59,575 Játékvezető: David Fernández Borbalán |

| 25. forduló 2017. március 4. 16:15 |

| Eibar    | 1–4         | Real Madrid                               |
| -------- | ----------- | ----------------------------------------- |
| Peña 72' | Jegyzőkönyv | Benzema 14' 25' Rodríguez 29' Asensio 60' |

| Ipurua, Eibar Nézőszám: 6,740 Játékvezető: José Luis González González |

| 26. forduló 2017. március 12. 20:45 |

| Real Madrid               | 2–1 | Real Betis |
| ------------------------- | --- | ---------- |
| C.Ronaldo 41' S.Ramos 81' |     | Navas 25'  |

| Santiago Bernabéu, Madrid Nézőszám: 73,103 Játékvezető: Antonio Mateu Lahoz |

| 27. forduló 2017. március 18. 16:15 |

| Athletic Bilbao | 1–2         | Real Madrid              |
| --------------- | ----------- | ------------------------ |
| Aduriz 65'      | Jegyzőkönyv | Benzema 25' Casemiro 68' |

| San Mamés, Bilbao Nézőszám: 49,095 Játékvezető: Santiago Jaime Latre |

| 28. forduló 2017. április 2. 16:15 |

| Real Madrid                    | 3–0         | Alavés |
| ------------------------------ | ----------- | ------ |
| Benzema 31' Isco 85' Nacho 88' | Jegyzőkönyv |        |

| Santiago Bernabéu, Madrid Játékvezető: José María Sánchez Martínez |

| 29. forduló 2017. április 5. 21:30 |

| Leganés                 | 2–4         | Real Madrid                      |
| ----------------------- | ----------- | -------------------------------- |
| Gabriel 32' Luciano 34' | Jegyzőkönyv | Rodríguez 15' Morata 18' 23' 48' |

| Butarque, Leganés Nézőszám: 10,599 Játékvezető: Alfonso Álvarez Izquierdo |

| 30. forduló 2017. április 8. 16:15 |

| Real Madrid | 1–1         | Atlético Madrid |
| ----------- | ----------- | --------------- |
| Pepe 52'    | Jegyzőkönyv | Griezmann 85'   |

| Santiago Bernabéu, Madrid Nézőszám: 80,000 Játékvezető: Ricardo de Burgos Bengoetxea |

| 31. forduló 2017. április 15. 16:15 |

| Sporting Gijón                                                            | 2–3         | Real Madrid                 |
| ------------------------------------------------------------------------- | ----------- | --------------------------- |
| Čop 14' Álvarez 34' Vesga 50' Lillo 61' López I. 79' Cases 87' Afif 90+2' | Jegyzőkönyv | Isco 17' 90' Morata 59' 89' |

| El Molinón, Gijón Nézőszám: 23,745 Játékvezető: David Fernández Borbalán |

| 32. forduló 2017. április 23. 20:45 |

| Real Madrid                                                                   | 2–3         | Barcelona                                             |
| ----------------------------------------------------------------------------- | ----------- | ----------------------------------------------------- |
| Casemiro 12' 28' Carvajal D. 77' Ramos S. 77′ Kovačić M. 81' Rodríguez J. 85' | Jegyzőkönyv | Messi L. 33' 90+2' 90+3' Umtiti S. 39' Rakitić I. 73' |

| Santiago Bernabéu, Madrid Nézőszám: 81,044 Játékvezető: Alejandro José Hernández Hernández |

| 33. forduló 2017. április 23. 21:30 |

| Deportivo La Coruña   | 2–6         | Real Madrid                                                           |
| --------------------- | ----------- | --------------------------------------------------------------------- |
| Andone 35' Joselu 84' | Jegyzőkönyv | Morata Á 1' Rodríguez J. 14' 66' Vázquez L. 44' Isco 77' Casemiro 87' |

| Riazor, A Coruña Nézőszám: 26,735 Játékvezető: José María Sánchez Martínez |

| 34. forduló 2017. április 29. 16:15 |

| Real Madrid                                                       | 2–1         | Valencia                                               |
| ----------------------------------------------------------------- | ----------- | ------------------------------------------------------ |
| C.Ronald 27' Marcelo 86' Modrić L. 82' Morata Á. 77' Casemiro 53' | Jegyzőkönyv | Parejo 82' 21' Lato T. 25' Garay E. 56' Mangala E. 64' |

| Santiago Bernabéu, Madrid Nézőszám: 75,180 Játékvezető: Jesús Gil Manzano |

| 35. forduló 2017. május 6. 20:45 |

| Granada | 0–4               | Real Madrid |
| --- | ----------------- | --- |
| Agbo U. 18' Mallé A. 18' Lombán D. 46' Krhin R. 46' Entrena J. 81' Pereira A. 81' Sverrir Ingi Ingason 88' | (0–4) Jegyzőkönyv | Rodríguez J. 3' 11' Morata Á. 30' 35' Asensio M. 59' Benzema K. 59' Casemiro 69' Isco 69' Lucas V. 77' Díaz M. 77' |

| Nuevo Los Cármenes, Granada Nézőszám: 19.094 Játékvezető: Ignacio Iglesias Villanueva |

| 36. forduló 2017. május 14. 20:00 |

| Real Madrid | 4–1         | Sevilla |
| --- | ----------- | --- |
| Nacho 10' 80' C. Ronaldo 23' 78' Danilo 39' Morata Á 56' Rodríguez J. 61' Casemiro 61' Morata Á 61' Lucac V. 61' Kovačić M. 72' Lucac V. 83' Kroos T. 83' | Jegyzőkönyv | Pareja N. 46' Montoya W. 46' Jovetić S. 49' Mercado G. 69' Correa J. 80' Krohn-Dehli M. 89' Ben Yedder W. 89' Correa J. 89' González D. 89' |

| Santiago Bernabéu, Madrid Nézőszám: 79, 356 Játékvezető: Alberto Undiano Mallenco |

| 37. forduló 2017. május 17. 21:00 |

| Celta Vigo | 1–4 | Real Madrid |
| --- | --- | --- |
| Aspas I. 62′ Jonny 64' Guidetti 66' 69' Jozabed 72' Díaz M. 72' Mallo H. 73' Sisto P. 80' Cheikh P. 80' Hernández P. 85' Guidetti 86' Beauvue 86' |     | C.Ronaldo 10' 48' Casemiro 30' Benzema K. 70' Casemiro 71' Kovačić M. 71' Isco 84' Lucas V. 84' C.Ronaldo 84' Asensio 84' Ramos 85' Kroos T 88' |

| Balaídos, Vigo Nézőszám: 22,838 Játékvezető: Juan Martínez Munuera |

| 38. forduló 2017. május 21. 20:00 |

| Málaga                                                    | 0–2   | Real Madrid                                                                               |
| --------------------------------------------------------- | ----- | ----------------------------------------------------------------------------------------- |
| Kameni 56' Jony 57' Keko 60' Castro 60' Jony 72' Duda 72' | (0–1) | Ronaldo 2' Benzema 55' Isco 66' James 66' Casemiro 67' Kovačić 67' Benzema 73' Morata 73' |

| La Rosaleda, Málaga Nézőszám: 27,855 Játékvezető: Ricardo De Burgos Bengoetxea |

## Copa del Rey (Királykupa)

### 32 között
| 1. mérkőzés 2016. október 26. |

| Cultural Leonesa | 1–7         | Real Madrid                                                          |
| ---------------- | ----------- | -------------------------------------------------------------------- |
| Benja 84'        | Jegyzőkönyv | Zuiverloon 6' Asensio 32' 53' Morata 46' 55' Nacho 68' Mariano 90+2' |

| Reino de León, León Játékvezető: Daniel Jesús Trujillo Suárez |

| 2. mérkőzés 2016. november 30. |

| Real Madrid                                       | 6–1 összesítettben: 13–2 | Cultural Leonesa |
| ------------------------------------------------- | ------------------------ | ---------------- |
| Mariano 1' 42' 87' James 23' Enzo 63' Morgado 90' | Jegyzőkönyv              | Yeray 45'        |

| Santiago Bernabéu, Madrid Nézőszám: 47,656 Játékvezető: Mario Melero López |

### 16 között
| 1. mérkőzés 2017. január 4. 21:15 |

| Real Madrid                         | 3–0         | Sevilla |
| ----------------------------------- | ----------- | ------- |
| James 11' 44' (11-esből) Varane 29' | Jegyzőkönyv |         |

| Santiago Bernabéu, Madrid Nézőszám: 78,969 Játékvezető: Antonio Mateu Lahoz |

| 2. mérkőzés 2017. január 12. 21:15 |

| Sevilla                           | 3–3 összesítettben: 3–6 | Real Madrid                                    |
| --------------------------------- | ----------------------- | ---------------------------------------------- |
| Danilo 10' Jovetić 53' Iborra 77' | Jegyzőkönyv             | Asensio 48' Ramos 83' (11-esből) Benzema 90+3' |

| Ramón Sánchez Pizjuán Nézőszám: 36,943 Játékvezető: Alberto Undiano Mallenco |

### Negyeddöntőben
| 1. mérkőzés 2017. január 18. 21:15 |

| Real Madrid | 1–2         | Celta Vigo          |
| ----------- | ----------- | ------------------- |
| Marcelo 69' | Jegyzőkönyv | Aspas 64' Jonny 70' |

| Santiago Bernabéu, Madrid Nézőszám: 58,196 Játékvezető: David Fernández Borbalán |

| 2. mérkőzés 2017. január 25. 21:15 |

| Celta Vigo          | 2–2 összesítettben: 4–3 | Real Madrid             |
| ------------------- | ----------------------- | ----------------------- |
| Danilo 44' Wass 85' | Jegyzőkönyv             | Ronaldo 62' Vázquez 90' |

| Balaídos, Vigo Nézőszám: 23,491 Játékvezető: José María Sánchez Martínez |

## Bajnokok Ligája

### F csoport
| Hely. | Csapat                | M | Gy | D | V | G+ | G– | Gk  | P  | Továbbjutás                             |
| ----- | --------------------- | - | -- | - | - | -- | -- | --- | -- | --------------------------------------- |
| 1.    | Borussia Dortmund (T) | 6 | 4  | 2 | 0 | 21 | 9  | +12 | 14 | Továbbjut az egyenes kieséses szakaszba |
| 2.    | Real Madrid (T)       | 6 | 3  | 3 | 0 | 16 | 10 | +6  | 12 | Továbbjut az egyenes kieséses szakaszba |
| 3.    | Legia Warszawa        | 6 | 1  | 1 | 4 | 9  | 24 | −15 | 4  | Átkerül az Európa-ligába                |
| 4.    | Sporting CP           | 6 | 1  | 0 | 5 | 5  | 8  | −3  | 3  |                                         |

| 2016. szeptember 14. 20:45 |

| Real Madrid              | 2–1               | Sporting CP |
| ------------------------ | ----------------- | ----------- |
| Ronaldo 89' Morata 90+4' | (0–0) Jegyzőkönyv | César 48'   |

| Santiago Bernabéu, Madrid Játékvezető: Paolo Tagliavento (Olaszország) |

| 2016. szeptember 27. 20:45 |

| Borussia Dortmund           | 2–2               | Real Madrid            |
| --------------------------- | ----------------- | ---------------------- |
| Aubameyang 43' Schürrle 87' | (1–1) Jegyzőkönyv | Ronaldo 17' Varane 68' |

| Westfalenstadion, Dortmund Játékvezető: Mark Clattenburg (Anglia) |

| 2016. október 18. 20:45 |

| Real Madrid                                                                                  | 5 – 1       | Legia Warszawa                      |
| -------------------------------------------------------------------------------------------- | ----------- | ----------------------------------- |
| Gareth Bale 16' Jodłowiec 20' Marco Asensio 37' Vázquez 68' Morata 84' Cristiano Ronaldo 63' | Jegyzőkönyv | Radović 22' 62' Thibault Moulin 51' |

| Santiago Bernabéu, Madrid Nézőszám: 70251 |

| 2016. november 2. 20:45 |

| Legia Warszawa                     | 3–3               | Real Madrid                     |
| ---------------------------------- | ----------------- | ------------------------------- |
| Odjidja 40' Radović 58' Moulin 83' | (1–2) Jegyzőkönyv | Bale 1' Benzema 35' Kovačić 85' |

| Lengyel Hadsereg Stadion, Varsó Játékvezető: Pavel Královec (cseh) |

| 2016. november 22. 20:45 |

| Sporting CP                      | 1–2               | Real Madrid            |
| -------------------------------- | ----------------- | ---------------------- |
| Pereira 64′ Silva 80' (11-esből) | (0–1) Jegyzőkönyv | Varane 29' Benzema 87' |

| Estádio José Alvalade, Lisszabon Játékvezető: William Collum (skót) |

| 2016. december 7. 20:45 |

| Real Madrid     | 2–2               | Borussia Dortmund       |
| --------------- | ----------------- | ----------------------- |
| Benzema 28' 53' | (1–0) Jegyzőkönyv | Aubameyang 60' Reus 88' |

| Santiago Bernabéu, Madrid Játékvezető: Szymon Marciniak (lengyel) |

### Egyenes kieséses szakasz
A 2016–2017-es UEFA-bajnokok ligája egyenes kieséses szakasza 2017. február 16-án kezdődik, és június 3-án ér véget a cardiffi Millennium Stadionban rendezett döntővel. Az egyenes kieséses szakaszban az a tizenhat csapat vesz részt, amelyek a csoportkör során a saját csoportjuk első két helyének valamelyikén végeznek.

### Nyolcaddöntők
A nyolcaddöntők sorsolását 2016. december 12-én tartották. Az első mérkőzéseket 2017. február 14. és 22. között, a visszavágókat március 7. és 15. között játszották.
| 2017. február 15. 20:45 |

| Real Madrid                        | 3 – 1               | SSC Napoli |
| ---------------------------------- | ------------------- | ---------- |
| Benzema 18' Kroos 49' Casemiro 54' | (1 – 1) Jegyzőkönyv | Insigne 8' |

| Santiago Bernabéu, Madrid Nézőszám: 78,000 Játékvezető: Damir Skomina (szlovénia) |

| 2017. március 7. 20:45 |

| SSC Napoli  | 1 – 3               | Real Madrid                              |
| ----------- | ------------------- | ---------------------------------------- |
| Mertens 24' | (1 – 0) Jegyzőkönyv | S. Ramos 52' Mertens 57' Á. Morata 90+1' |

| San Paolo stadion, Nápoly Nézőszám: 56,695 Játékvezető: Cüneyt Çakır (török) |

### Negyeddöntők
| 2017. április 12. 20:45 |

| Bayern München | 1–2               | Real Madrid     |
| -------------- | ----------------- | --------------- |
| Vidal 25'      | (1–0) Jegyzőkönyv | Ronaldo 47' 77' |

| Allianz Arena, München Nézőszám: 70,000 Játékvezető: Nicola Rizzoli (olasz) |

| 2017. április 18. 20:45 |

| Real Madrid                              | 4 – 2               | Bayern München                             |
| ---------------------------------------- | ------------------- | ------------------------------------------ |
| C. Ronaldo 76' 104' 109' M. Asensio 112' | (0 – 0) Jegyzőkönyv | R. Lewandowski 53' (11-esből) S. Ramos 77' |

| Santiago Bernabéu, Madrid Nézőszám: 78 346 Játékvezető: Kassai Viktor (magyar) |

- Lehetséges kimaradók:
- Real Madrid:
- Gareth Bale (Vádlisérülés)[95]
- Pepe (Felsőtest-sérülés)[96]
- Raphaël Varane (izomsérülés)[97]
- Bayern München:
- Javi Martínez (piros lap)[98]
- Jérôme Boateng (Ágyéksérülés)[99]
- Mats Hummels (Bokasérülés)[100]

| Real Madrid | Bayern München |

| K               | 1  | Keylor Navas      |      |
| V               | 2  | Daniel Carvajal   |      |
| V               | 6  | Nacho             |      |
| V               | 4  | Sergio Ramos      | (C)  |
| V               | 12 | Marcelo           |      |
| KP              | 19 | Luka Modrić       |      |
| KP              | 14 | Casemiro          | 40'  |
| KP              | 8  | Toni Kroos        | 114' |
| CS              | 22 | Isco              | 71'  |
| CS              | 9  | Karim Benzema     | 64'  |
| CS              | 7  | Cristiano Ronaldo |      |
| Cserék:         |    |                   |      |
| K               | 13 | Kiko Casilla      |      |
| V               | 23 | Danilo            |      |
| KP              | 16 | Mateo Kovačić     | 114' |
| CS              | 17 | Lucas Vázquez 71' |      |
| KP              | 20 | Marco Asensio 64' |      |
| DF              | 19 | Álvaro Morata     |      |
| Vezetőedző:     |    |                   |      |
| Zinédine Zidane |    |                   |      |

| GK              | 1  | Manuel Neuer       |      |     |
| V               | 21 | Philipp Lahm       | (C)  |     |
| V               | 17 | Jérôme Boateng     |      |     |
| V               | 5  | Mats Hummels       | 75'  |     |
| V               | 27 | David Alaba        |      |     |
| KP              | 14 | Xabi Alonso        | 75'  |     |
| CS              | 10 | Arjen Robben       | 101' |     |
| KP              | 23 | Arturo Vidal       | 84′  |     |
| KP              | 6  | Thiago Alcântara   |      |     |
| KP              | 7  | Franck Ribéry      | 71'  |     |
| CS              | 9  | Robert Lewandowski | 88'  |     |
| Cserék:         |    |                    |      |     |
| GK              | 26 | Sven Ulreich       |      |     |
| V               | 13 | Rafinha            |      |     |
| V               | 18 | Juan Bernat        |      |     |
| CS              | 25 | Thomas Müller 75'  |      |     |
| KP              | 11 | Douglas Costa      | 71'  |     |
| CS              | 29 | Kingsley Coman     |      |     |
| V               | 32 | Joshua Kimmich     |      | 88' |
| Vezetőedző:     |    |                    |      |     |
| Carlo Ancelotti |    |                    |      |     |

### Elődöntők
| 2017. május 2. 20:45 |

| Real Madrid                                                                                          | 3 – 0               | Atlético Madrid                                                                                       |
| --- | ------------------- | --- |
| C.Ronaldo 10' 73' 86' Nacho 46' D.Carvajal 46' Isco 48' Asensio 68' Isco 68' Vázquez 77' Benzema 77' | (1 – 0) Jegyzőkönyv | Koke 26' Ñíguez 53' Torres F. 57' Gameiro 57' Gaitán 58' Ñíguez 58' Correa 68' Carrasco 68' Savić 83' |

| Santiago Bernabéu, Madrid Nézőszám: 77,609 Játékvezető: Martin Atkinson (angol) |

| 2017. május 10. 20:45 |

| Atlético Madrid | 2 – 1               | Real Madrid |
| --- | ------------------- | --- |
| Savić S. 6' Saúl Ñ. 12' Griezmann A. 16' (11-esből) Godín D. 34' Gabi 37' Torres F. 56' Gameiro K. 56' Giménez J. 57' Thomas 57' Koke 76' Correa Á 76' 86' | (2 – 1) Jegyzőkönyv | Danilo L. 4' Ramos S. 34' Isco 42' Benzema K. 76' Asensio M. 76' Casemiro 77' Lucas V. 77' Isco 87' Morata Á. 86' |

| Vicente Calderón Stadion, Madrid Nézőszám: 53,422 Játékvezető: Cüneyt Çakır (török) |

### Döntő
| 2017. június 3. 20:45 |

| Juventus | 1 – 4               | Real Madrid |
| --- | ------------------- | --- |
| Dybala 12' Mandžukić 27' Pjanić 66' Barzagli 66' Cuadrado 66' Sandro 70' Marchisio 71' Pjanić 71' Lemina 78' Dybala 78' Cuadrado 84′ | (1 – 1) Jegyzőkönyv | C.Ronaldo 20' 64' Ramos 31' D.Carvajal 42' Kross 53' Casemiro 61' Benzema 77' Bale 77' Isco 82' Asensio 82' Kross 89' Morata 89' Asensio 90' 90+1' |

| Millennium Stadion, Cardiff Nézőszám: 65 842 Játékvezető: Felix Brych (német) |

## 2016-os FIFA-klubvilágbajnokság

### Elődöntők
| 2016. december 15. 11:30 |

| Club América | 0–2               | Real Madrid              |
| ------------ | ----------------- | ------------------------ |
|              | (0–1) Jegyzőkönyv | Benzema 45̹̹+2 Ronaldo 93' |

| Nemzetközi Stadion, Jokohama Nézőszám: 50117 Játékvezető: Enrique Cáceres (paraguayi) |

### Döntő
| 2016. december 18. 11:30 |

| Real Madrid                           | 4–2 (h.u)              | Kasima Antlers    |
| ------------------------------------- | ---------------------- | ----------------- |
| Benzema 9' Ronaldo 60' (bün) 98' 104' | (1–1, 2-2) Jegyzőkönyv | Sibaszaki 44' 52' |

| Nemzetközi Stadion, Jokohama Nézőszám: 68 472 Játékvezető: Janny Sikazwe (zambiai) |

## Szakmai stáb
| Beosztás      | Név             |
| ------------- | --------------- |
| Vezetőedző    | Zinédine Zidane |
| Másodedző     | David Bettoni   |
| Másodedző     | Hamidou Msaidie |
| Kapusedző     | Luis Llopis     |
| Erőnléti edző | Antonio Pintus  |
| Erőnléti edző | Javier Mallo    |

## Játékoskeret
2016. szeptember 10. szerint
| #  |     | Poszt | Név                                         |
| -- | --- | ----- | ------------------------------------------- |
| 1  | CRC | K     | Keylor Navas                                |
| 2  | ESP | V     | Dani Carvajal                               |
| 3  | POR | V     | Pepe (3. számú csapatkapitány)              |
| 4  | ESP | V     | Sergio Ramos                                |
| 5  | FRA | V     | Raphaël Varane                              |
| 6  | ESP | V     | Nacho                                       |
| 7  | POR | CS    | Cristiano Ronaldo (4. számú csapatkapitány) |
| 8  | GER | KP    | Toni Kroos                                  |
| 9  | FRA | CS    | Karim Benzema                               |
| 10 | COL | KP    | James Rodríguez                             |
| 11 | WAL | KP    | Gareth Bale                                 |
| 12 | BRA | V     | Marcelo (helyettes-csapatkapitány)          |

| #  |     | Poszt | Név            |
| -- | --- | ----- | -------------- |
| 13 | ESP | K     | Kiko Casilla   |
| 14 | BRA | KP    | Casemiro       |
| 15 | POR | V     | Fábio Coentrão |
| 16 | CRO | KP    | Mateo Kovačić  |
| 17 | ESP | CS    | Lucas Vázquez  |
| 18 | DOM | CS    | Mariano Díaz   |
| 19 | CRO | KP    | Luka Modrić    |
| 20 | ESP | KP    | Marco Asensio  |
| 21 | ESP | CS    | Álvaro Morata  |
| 22 | ESP | KP    | Isco           |
| 23 | BRA | V     | Danilo         |
| 25 | ESP | K     | Rubén Yáñez    |

## Játékos-statisztika

### Keretstatisztika
2017. május 14-én frissítve
| Mezszám | Poz. | Nemzet     | Név                       | Kor                           | EU        | Szerződés kezdete | Pályára lépések | Gólok | Szerződés vége | Átigazolás összege |
| ------- | ---- | ---------- | ------------------------- | ----------------------------- | --------- | ----------------- | --------------- | ----- | -------------- | ------------------ |
| 1       | K    | Costa Rica | Keylor Navas              | 1986. december 15. (38 éves)  | EU        | 2014              | 94              | 0     | 2020           | €10M               |
| 2       | V    | ESP        | Dani Carvajal             | 1992. január 11. (33 éves)    | EU        | 2013              | 158             | 4     | 2020           | €6.5M              |
| 3       | V    | POR        | Pepe (2.CSK)              | 1983. február 26. (42 éves)   | EU        | 2007              | 335             | 15    | 2017           | €30M               |
| 4       | V    | ESP        | Sergio Ramos (CSK)        | 1986. március 30. (38 éves)   | EU        | 2005              | 519             | 68    | 2020           | €28M               |
| 5       | V    | FRA        | Raphaël Varane            | 1993. április 25. (31 éves)   | EU        | 2011              | 186             | 10    | 2020           | €10M               |
| 6       | V    | ESP        | Nacho                     | 1990. január 18. (35 éves)    | EU        | 2012              | 118             | 5     | 2021           | utánpótlás nevelés |
| 7       | CS   | POR        | Cristiano Ronaldo (3.CSK) | 1985. február 5. (40 éves)    | EU        | 2009              | 391             | 401   | 2021           | €94M               |
| 8       | KP   | GER        | Toni Kroos                | 1990. január 4. (35 éves)     | EU        | 2014              | 146             | 6     | 2022           | €25M               |
| 9       | CS   | FRA        | Karim Benzema             | 1987. december 19. (37 éves)  | EU        | 2009              | 362             | 178   | 2019           | €35M               |
| 10      | KP   | COL        | James Rodríguez           | 1991. július 12. (33 éves)    | EU kivüli | 2014              | 110             | 36    | 2020           | €80M               |
| 11      | CS   | WAL        | Gareth Bale               | 1989. július 16. (35 éves)    | EU        | 2013              | 149             | 34    | 2022           | €100M              |
| 12      | V    | BRA        | Marcelo (Helyettes-CSK)   | 1988. május 12. (36 éves)     | EU        | 2007 (Tél)        | 405             | 28    | 2020           | €6.5M              |
| 13      | K    | ESP        | Kiko Casilla              | 1986. október 2. (38 éves)    | EU        | 2015              | 26              | 0     | 2020           | €6M                |
| 14      | KP   | BRA        | Casemiro                  | 1992. február 23. (33 éves)   | EU        | 2013              | 99              | 6     | 2021           | €6M                |
| 15      | V    | POR        | Fábio Coentrão            | 1988. március 11. (37 éves)   | EU        | 2011              | 106             | 1     | 2019           | €30M               |
| 16      | KP   | CRO        | Mateo Kovačić             | 1994. május 6. (30 éves)      | EU        | 2015              | 71              | 3     | 2021           | €32M               |
| 17      | CS   | ESP        | Lucas Vázquez             | 1991. július 1. (33 éves)     | EU        | 2015              | 82              | 8     | 2021           | €1M                |
| 18      | CS   | DOM        | Mariano Díaz Mejía        | 1993. augusztus 1. (31 éves)  | EU        | 2016              | 14              | 5     | 2021           | utánpótlás nevelés |
| 19      | KP   | CRO        | Luka Modrić               | 1985. szeptember 9. (39 éves) | EU        | 2012              | 212             | 11    | 2020           | €30M               |
| 20      | KP   | ESP        | Marco Asensio             | 1996. január 21. (29 éves)    | EU        | 2014              | 36              | 9     | 2021           | €3.9M              |
| 21      | CS   | ESP        | Álvaro Morata             | 1992. október 23. (32 éves)   | EU        | 2016              | 93              | 32    | 2021           | €30M               |
| 22      | KP   | ESP        | Isco                      | 1992. október 23. (32 éves)   | EU        | 2013              | 188             | 32    | 2018           | €27M               |
| 23      | V    | BRA        | Danilo                    | 1991. július 15. (33 éves)    | EU kivüli | 2015              | 54              | 4     | 2021           | €31.5M             |
| 25      | K    | ESP        | Rubén Yáñez               | 1993. október 12. (31 éves)   | EU kivüli | 2015              | 1               | 0     | 2018           | utánpótlás nevelés |

### Góllövőlista
| Helyezés | Játékos           | Posztok  | La Liga | Copa del Rey | Bajnokok Ligája | Egyéb1 | Összesen |
| -------- | ----------------- | -------- | ------- | ------------ | --------------- | ------ | -------- |
| 1        | Cristiano Ronaldo | CS       | 22      | 1            | 10              | 4      | 37       |
| 2        | Álvaro Morata     | CS       | 15      | 2            | 3               | 0      | 20       |
| 3        | Karim Benzema     | CS       | 9       | 1            | 5               | 2      | 17       |
| 4        | Isco              | KP       | 10      | 0            | 1               | 0      | 11       |
| 4        | James Rodríguez   | KP       | 8       | 3            | 0               | 0      | 11       |
| 6        | Sergio Ramos      | V        | 7       | 1            | 1               | 1      | 10       |
| 7        | Marco Asensio     | KP       | 3       | 3            | 2               | 1      | 9        |
| 7        | Gareth Bale       | CS       | 7       | 0            | 2               | 0      | 9        |
| 9        | Casemiro          | KP       | 4       | 0            | 1               | 0      | 5        |
| 9        | Mariano Díaz      | CS       | 1       | 4            | 0               | 0      | 5        |
| 11       | Lucas Vázquez     | FW       | 2       | 1            | 1               | 0      | 4        |
| 11       | Raphaël Varane    | V        | 1       | 1            | 2               | 0      | 4        |
| 13       | Toni Kroos        | KP       | 2       | 0            | 1               | 0      | 3        |
| 13       | Marcelo           | V        | 2       | 1            | 0               | 0      | 3        |
| 13       | Nacho             | V        | 2       | 1            | 0               | 0      | 3        |
| 16       | Mateo Kovačić     | KP       | 1       | 0            | 1               | 0      | 2        |
| 16       | Pepe              | V        | 2       | 0            | 0               | 0      | 2        |
| 18       | Dani Carvajal     | V        | 0       | 0            | 0               | 1      | 1        |
| 18       | Danilo            | V        | 1       | 0            | 0               | 0      | 1        |
| 18       | Enzo              | KP       | 0       | 1            | 0               | 0      | 1        |
| 18       | Luka Modrić       | KP       | 1       | 0            | 0               | 0      | 1        |
| öngólok  | öngólok           | öngólok  | 0       | 2            | 2               | 0      | 4        |
| összesen | összesen          | összesen | 100     | 22           | 32              | 9      | 163      |

2017. május 14-én frissítve

### Lapok
2017. május 2-án frissítve
| #  | Nemz.         | Poszt | Játékos           | La Liga   | La Liga                              | La Liga   | Copa del Rey | Copa del Rey                         | Copa del Rey | BL        | BL                                   | BL        | egyéb     | egyéb                                | egyéb     | Összesen  | Összesen                             | Összesen  |
| #  | Nemz.         | Poszt | Játékos           | Sárga lap | sárga lap · 2. sárga lap · kiállítva | kiállítva | Sárga lap    | sárga lap · 2. sárga lap · kiállítva | kiállítva    | Sárga lap | sárga lap · 2. sárga lap · kiállítva | kiállítva | Sárga lap | sárga lap · 2. sárga lap · kiállítva | kiállítva | Sárga lap | sárga lap · 2. sárga lap · kiállítva | kiállítva |
| -- | ------------- | ----- | ----------------- | --------- | ------------------------------------ | --------- | ------------ | ------------------------------------ | ------------ | --------- | ------------------------------------ | --------- | --------- | ------------------------------------ | --------- | --------- | ------------------------------------ | --------- |
| 2  | Spanyolország | V     | Daniel Carvajal   | 11        | 0                                    | 0         | 1            | 0                                    | 0            | 2         | 0                                    | 0         | 2         | 0                                    | 0         | 16        | 0                                    | 0         |
| 4  | Spanyolország | V     | Sergio Ramos      | 7         | 0                                    | 1         | 2            | 0                                    | 0            | 1         | 0                                    | 0         | 1         | 0                                    | 0         | 11        | 0                                    | 1         |
| 14 | Brazília      | KP    | Casemiro          | 9         | 0                                    | 0         | 1            | 0                                    | 0            | 2         | 0                                    | 0         | 1         | 0                                    | 0         | 13'       | 0                                    | 0         |
| 8  | Németország   | KP    | Toni Kroos        | 6         | 0                                    | 0         | 1            | 0                                    | 0            | 2         | 0                                    | 0         | 0         | 0                                    | 0         | 9         | 0                                    | 0         |
| 21 | Spanyolország | CSi   | Álvaro Morata     | 7         | 0                                    | 0         | 0            | 0                                    | 0            | 0         | 0                                    | 0         | 0         | 0                                    | 0         | 7         | 0                                    | 0         |
| 6  | Spanyolország | V     | Nacho             | 4         | 0                                    | 0         | 0            | 0                                    | 0            | 0         | 0                                    | 0         | 1         | 0                                    | 0         | 5         | 0                                    | 0         |
| 7  | Portugália    | CS    | Cristiano Ronaldo | 4         | 0                                    | 0         | 0            | 0                                    | 0            | 1         | 0                                    | 0         | 0         | 0                                    | 0         | 5         | 0                                    | 0         |
| 12 | Brazília      | V     | Marcelo           | 3         | 0                                    | 0         | 2            | 0                                    | 0            | 1         | 0                                    | 0         | 0         | 0                                    | 0         | 6         | 0                                    | 0         |
| 17 | Spanyolország | CS    | Lucas Vázquez     | 3         | 0                                    | 0         | 1            | 0                                    | 0            | 0         | 0                                    | 0         | 0         | 0                                    | 0         | 4         | 0                                    | 0         |
| 11 | Wales         | CS    | Gareth Bale       | 3         | 0                                    | 1         | 0            | 0                                    | 0            | 0         | 0                                    | 0         | 0         | 0                                    | 0         | 3         | 0                                    | 1         |
| 16 | Horvátország  | K     | Mateo Kovačić     | 2         | 0                                    | 0         | 1            | 0                                    | 0            | 1         | 0                                    | 0         | 0         | 0                                    | 0         | 4         | 0                                    | 0         |
| 22 | Spanyolország | KP    | Isco              | 4         | 0                                    | 0         | 0            | 0                                    | 0            | 1         | 0                                    | 0         | 0         | 0                                    | 0         | 5         | 0                                    | 0         |
| 19 | Horvátország  | KP    | Luka Modrić       | 4         | 0                                    | 0         | 0            | 0                                    | 0            | 2         | 0                                    | 0         | 0         | 0                                    | 0         | 6         | 0                                    | 0         |
| 22 | Spanyolország | KP    | Isco              | 4         | 0                                    | 0         | 0            | 0                                    | 0            | 0         | 0                                    | 0         | 0         | 0                                    | 0         | 4         | 0                                    | 0         |
| 1  | Costa Rica    | K     | Keylor Navas      | 2         | 0                                    | 0         | 0            | 0                                    | 0            | 0         | 0                                    | 0         | 0         | 0                                    | 0         | 2         | 0                                    | 0         |
| 10 | Kolumbia      | KP    | James Rodríguez   | 1         | 0                                    | 0         | 0            | 0                                    | 0            | 0         | 0                                    | 0         | 1         | 0                                    | 0         | 2         | 0                                    | 0         |
| 23 | Brazília      | V     | Danilo            | 1         | 0                                    | 0         | 1            | 0                                    | 0            | 0         | 0                                    | 0         | 0         | 0                                    | 0         | 2         | 0                                    | 0         |
| 3  | Portugália    | V     | Pepe              | 1         | 0                                    | 0         | 0            | 0                                    | 0            | 0         | 0                                    | 0         | 0         | 0                                    | 0         | 1         | 0                                    | 0         |
| 5  | Franciaország | V     | Raphaël Varane    | 1         | 0                                    | 0         | 1            | 0                                    | 0            | 0         | 0                                    | 0         | 0         | 0                                    | 0         | 2         | 0                                    | 0         |
| 13 | Spanyolország | K     | Kiko Casilla      | 0         | 0                                    | 0         | 1            | 0                                    | 0            | 0         | 0                                    | 0         | 0         | 0                                    | 0         | 2         | 0                                    | 0         |
| 20 | Spanyolország | KP    | Marco Asensio     | 0         | 0                                    | 0         | 0            | 0                                    | 0            | 0         | 0                                    | 0         | 1         | 0                                    | 0         | 1         | 0                                    | 0         |

## Gólnélküli
2017. május 2-án frissítve
| Helyezés | Név          | La Liga | Copa del Rey | Bajnokok Ligája | Egyéb1 | Összesen |
| -------- | ------------ | ------- | ------------ | --------------- | ------ | -------- |
| 1        | Kiko Casilla | 4       | 1            | 0               | 0      | 5        |
| 1        | Keylor Navas | 4       | 0            | 0               | 1      | 5        |
| összesen | összesen     | 8       | 1            | 0               | 1      | 10       |

## Tabella
| #   | Csapat              | M  | GY | D  | V  | G+ – G– | GK  | P  | Megjegyzések       |
| --- | ------------------- | -- | -- | -- | -- | ------- | --- | -- | ------------------ |
| 1.  | Real Madrid (B)     | 38 | 29 | 6  | 3  | 106–41  | +65 | 93 | BL–csoportkör      |
| 2.  | BarcelonaCV         | 38 | 28 | 6  | 4  | 116–37  | +79 | 90 | BL–csoportkör      |
| 3.  | Atlético Madrid     | 38 | 23 | 9  | 6  | 67–25   | +42 | 78 | BL–csoportkör      |
| 4.  | Sevilla             | 38 | 21 | 9  | 8  | 69–49   | +20 | 72 | BL–rájátszás       |
| 5.  | Villarreal          | 38 | 19 | 10 | 9  | 56–33   | +23 | 67 | EL–csoportkör      |
| 6.  | Real Sociedad       | 38 | 19 | 7  | 12 | 59–53   | +6  | 64 | EL–rájátszás       |
| 7.  | Athletic Club       | 38 | 19 | 6  | 13 | 53–43   | +10 | 63 | EL–3. selejtezőkör |
| 8.  | Espanyol            | 38 | 15 | 11 | 12 | 49–50   | −1  | 56 |                    |
| 9.  | Alavés Ú            | 38 | 14 | 13 | 11 | 41–43   | −2  | 55 |                    |
| 10. | Eibar               | 38 | 15 | 9  | 14 | 56–51   | +5  | 54 |                    |
| 11. | Málaga              | 38 | 12 | 10 | 16 | 49–55   | −6  | 46 |                    |
| 12. | Valencia            | 38 | 13 | 7  | 18 | 56–65   | −9  | 46 |                    |
| 13. | Celta Vigo          | 38 | 13 | 6  | 19 | 53–69   | −16 | 45 |                    |
| 14. | Las Palmas          | 38 | 11 | 9  | 18 | 53–74   | −21 | 42 |                    |
| 15. | Real Betis          | 38 | 10 | 9  | 19 | 41–64   | −23 | 39 |                    |
| 16. | Deportivo La Coruña | 38 | 8  | 12 | 18 | 43–61   | −18 | 36 |                    |
| 17. | Leganés Ú           | 38 | 8  | 11 | 19 | 36–55   | −19 | 35 |                    |
| 18. | Sporting Gijón (K)  | 38 | 7  | 10 | 21 | 42–72   | −30 | 31 | Segunda División   |
| 19. | Osasuna Ú (K)       | 38 | 4  | 10 | 24 | 40–94   | −54 | 22 | Segunda División   |
| 20. | Granada (K)         | 38 | 4  | 8  | 26 | 30–81   | −51 | 20 | Segunda División   |

Utolsó frissítés: 2017. május 21. 
Forrás: laliga.es 
A rangsorolás alapszabályai: 1. összpontszám, 2. egymás elleni eredmények összpontszáma, 3. egymás elleni eredmények gólkülönbsége, 4. egymás elleni eredmények szerzett góljainak száma, 5. gólkülönbség, 6. szerzett gólok száma.
(B): Bajnokcsapat, (K): Kieső csapat, (F): Feljutó csapat, (I): Kupainduló, (R): A rájátszás győztese, (KGY): Kupagyőztes